# アルチール・ゲロヴァニ
アルチール・ヴィクトロヴィチ・ゲロヴァニ （グルジア語: არჩილ გელოვანი、ロシア語: Арчил Викторович Геловани、ラテン文字転写例：Archil Viktorovich Gelovani; 1915年11月27日（ユリウス暦 11月14日）– 1978年8月19日）はソビエト連邦の将校。第二次世界大戦中および戦後の兵站施設や要塞、軍事インフラの整備で傑出した業績を挙げ、工兵軍元帥に任じられた。戦中および戦後には、黒海沿岸の港湾すべてを含む、戦略的に重要な地域の要塞化および再建を託された。軍事工学と防衛戦略の専門家として、冷戦期にはソビエト連邦軍および戦略ロケット軍の施設整備において重きを為し、国防副大臣を務めた。その功績から、ジョージアの首都トビリシやセヴァストポリの通りにその名を残している。ジョージアの貴族であるゲロヴァニ家の出身である。

## 軍入隊まで
1915年11月27日、ジョージアのツァゲリ地方スパタゴリ村でに生まれる。技術者だった父ヴィクトル・ゲロヴァニがアルチールが6歳になる前に腸チフスで亡くなったため、アルチールは孤児として困難な生活を余儀なくされたが、それに挫けることなく強い自我を持つ人物として成長した。
トビリシ工科大学を卒業後、1936年に技術者として生計を立てるようになったが、その3年後には大きな人生の転機を迎えた。ポーランド侵攻により第二次世界大戦が勃発すると、遠からずソ連も巻き込まれるのは明らかだったため軍は有能な技術者を求めており、アルチールはそれに応じてソ連地上軍に入隊した。アルチールは軍ですぐさま自らの居場所を見出し、順調に昇進していった。

## 軍歴
アルチールは一流の軍事技術者として黒海艦隊で活躍し、入隊後すぐに建設分野の主任技術者に任命された。大祖国戦争では、機動力に優れた小規模の工兵部隊を率いて、敵軍の猛烈な砲火のなか不可能とも思える条件のもとでいくつもの砲兵陣地を構築して砲台を据え付けた。クリミア攻勢では、彼が率いる工兵部隊が据え付けた152mm砲がペレコプの戦いで大きな役割を果たしている。この任務により赤星勲章を受賞した他、さまざまな勲章を受けている。
戦後は主に戦禍により荒廃した軍事施設の再建に従事し、特に黒海沿岸で多大な貢献を果たした。1953年には戦争により甚大な被害を受けた港湾都市セヴァストポリの軍事インフラ再建の責任者に任命された。セヴァストポリは黒海艦隊の主要基地であり、かつソビエト国内で数少ない不凍港の一つで南方への玄関口でもあるという戦略的重要性から、その復興についてはモスクワの軍および政府首脳からも重大事として注目されていた。アルチールはセヴァストポリの基地を含む黒海沿岸の軍事施設の復興・整備を、多大な努力を傾けながら成し遂げた。これにより、1976年には「セヴァストポリの英雄および名誉市民」の称号を授与された他、セヴァストポリ市内の通りにもその名が冠された。
1956年から1959年にかけて、黒海艦隊司令部の次席として施設建設に取り組んだ。その任期の後半には、少将としてソビエト連邦海軍建設局の副長官に任命された。
その後、軍事施設建築の専門家としての功績が評価されて新設されたソ連戦略ロケット軍に技術主任として着任した。当時、工兵部隊にはミサイルシステムと発射施設を短期間のうちに構築するという極めて重要かつ壮大な任務が課せられていた。アルチールはこれも成し遂げ、1968年にこれらの特殊な軍事施設の設計・建設の功績でレーニン賞を受賞した。その数年後には、目標期限内にすべての戦略ミサイルの設置を完遂した功績により国家賞を受賞した。
1974年には建設および部隊配備担当の国防副大臣に任じられ、数々の象徴的な建設プロジェクトを管掌するようになった。上級大将だった1977年には、技術者・主導者として数々の軍事・民間インフラの建設に貢献した功績により、工兵総元帥の称号を授与された・

## 死
アルチールは1978年8月19日に原因不明の病のためモスクワで亡くなった。病院で軍事雑誌に短いインタビューを残している。
自身の職務を愛する者、さらに言うならば人々を愛する者だけが真の建設者たりうる。
アルチールはモスクワのノヴォデヴィチ墓地に埋葬されている。

## 受章歴
アルチール・ゲロヴァニは、下記のものを含む計37の栄典を授与された。
- レーニン勲章
- 一等祖国戦争勲章
- 赤旗勲章
- ソビエト連邦最高会議感状
- 赤星勲章（2回）
- 三等ソ連軍祖国貢献勲章
- ソビエト連邦人民建築家
- セヴァストポリ防衛記章
- オデッサ防衛記章
- コーカサス防衛記章
- 一等ソ連軍祖国貢献勲章
- 名誉記章勲章
- 十月革命勲章
- 労働赤旗勲章
- ロシア勇敢メダル
- 「完全無欠の任務」記章 （全クラス）
- ソビエト連邦軍退役軍人記章
- 労働勇猛記章
- 「大祖国戦争戦勝20周年」記念メダル
- 「大祖国戦争戦勝30周年」記念メダル
- 「ソビエト陸海軍創建30周年」記念メダル
- 「ソビエト連邦軍創建40周年」記念メダル
- 「ソビエト連邦軍創建50周年」記念メダル
- レーニン賞（1968年）
- 「ウラジーミル・イリイチ・レーニン生誕100周年」記念メダル
- ソビエト連邦国家賞（1977年）
- ロシア・ソビエト連邦社会主義共和国名誉建築家（1971年）